# 长装胶卷

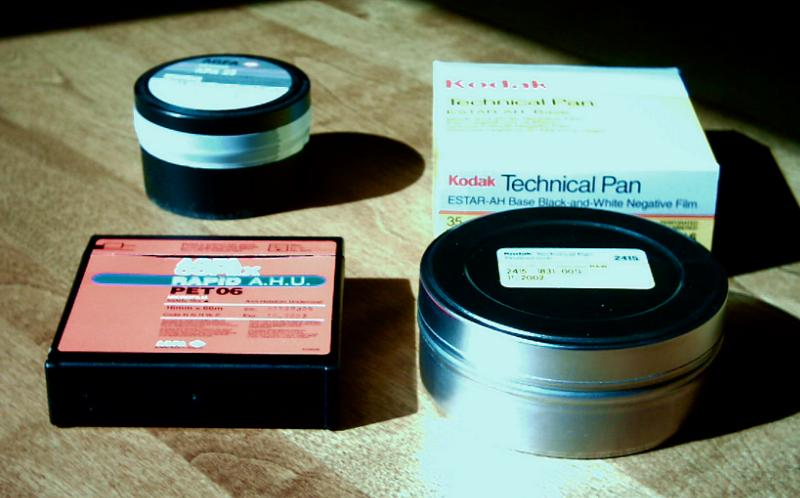
长装胶卷
左上35毫米 AGFA APX 25 17米
左下 16毫米 AGFA COPEX 66米
右下 35毫米柯达TECHNICAL PAN 45.7米

长装胶卷指的是50英尺、55英尺、100英尺、150英尺和1000英尺等長度較長的底片。一般16毫米胶卷和35毫米規格胶卷，除了常见的12辐、24辐、36辐的包装外，还有販售长装胶卷。120型号长装胶卷較少見，僅禄莱（Rollei）有生產

35毫米长装胶卷通常绕在一个乳白色半透明塑料制的胶卷轴盘上，再用黑色的厚塑料袋包裹，装入扁圆形的铝质胶卷盒。
16毫米长装胶卷通常绕在一个不透明的黑塑胶制的胶卷轴盘上，再用与胶卷同等宽度的黑色塑料带围绕几圈，装入不透光的黑色正方形扁塑料胶卷盒。
除了交通摄影机、电影摄影机、高空测量摄影机等特殊用途攝影機外，长装胶卷不能直接装入一般照相机使用，需先利用胶卷分装器分装入胶卷暗盒。由於購買長裝膠卷的價格較同樣長度已分裝的膠卷便宜，空的胶卷暗盒可在沖印店免費或低價取得。因此在數位相機普及前，使用量較大的專業攝影師、記者或是攝影社團大多購買長裝膠卷使用。